# Heteropantilius
Heteropantilius is een geslacht van wantsen uit de familie van de Miridae (Blindwantsen). Het geslacht werd voor het eerst wetenschappelijk beschreven door Zheng & Liu in 1992.

## Soorten
Het genus bevat de volgende soorten:

- Heteropantilius flavescens Yasunaga, 1995
- Heteropantilius jinxiuensis H.J. Wang & G.Q. Liu, 2001
- Heteropantilius rhopalimorphus Zheng & Liu, 1992